# Madono Masuzō
Madono Masuzō (jap. 真殿 益蔵) war ein japanischer Fußballspieler.

## Nationalmannschaft
1925 debütierte Madono für die japanische Fußballnationalmannschaft. Madono bestritt zwei Länderspiele. Mit der japanischen Nationalmannschaft qualifizierte er sich für die Far Eastern Championship Games 1925.